# Zjiguli

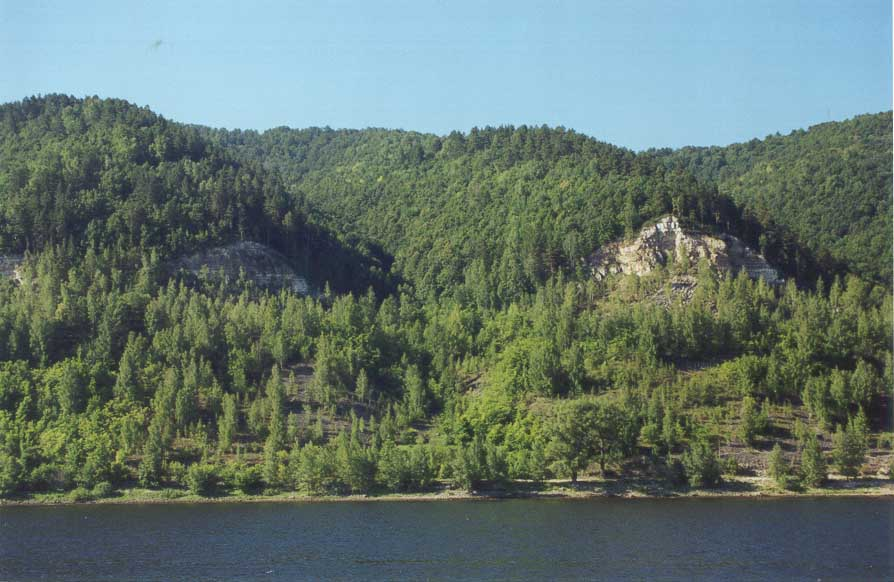
Utsikt över Zjiguli från Volga.

Zjiguli (ryska: Жигули), eller Zjigulibergen (Жигулëвские горы, Zjiguljovskije gory), är en skogklädd bergskedja vid floden Volga i oblastet Samara i Ryssland.